# Hero of the Golden Talisman
Hero of the Golden Talisman è un videogioco di avventura dinamica a piattaforme pubblicato nel 1985 per Commodore 64 e nel 1987 per Amstrad CPC dalla Mastertronic, con la sua etichetta MAD. Si svolge in un vasto labirinto sotterraneo popolato da mostri e parzialmente allagato. Le recensioni della versione Commodore 64 furono variabili, dal mediocre al molto buono. Era prevista anche una versione ZX Spectrum, mai realizzata.

## Modalità di gioco
Si controlla un eroe umano e si deve esplorare il labirinto con l'obiettivo di trovare le cinque parti del Talismano d'Oro e sconfiggere in combattimento un mago malefico. L'ambiente è bidimensionale con vista di lato ed è formato da intrecci di gallerie orizzontali e verticali, per un totale di 512 schermate distribuite su molti livelli di profondità.
L'eroe può camminare in orizzontale, saltare, accovacciarsi, arrampicarsi su corde verticali, gettarsi da grandi altezze senza danni, e sparare proiettili magici in orizzontale. Ci sono diverse zone completamente sommerse, dove l'eroe può tuffarsi e nuotare sott'acqua in tutte le direzioni, e anche qui può sparare. Per tornare all'asciutto è necessario emergere presso una corda.
Si possono raccogliere e trasportare fino a 5 oggetti alla volta. Con la barra spaziatrice si seleziona quello da utilizzare. Tra i più comuni ci sono candele che rendono visibili certe zone completamente buie, chiavi che aprono i cancelli del rispettivo colore, pergamene con vari effetti tra cui migliorare l'arma; diversi altri oggetti servono a risolvere determinati problemi dell'avventura.
Come avversari si incontrano mostri di vario genere, che fluttuano in aria o nuotano sott'acqua e sono dannosi se toccati. I nemici comuni sono eliminabili con un colpo, ma i più temibili sono alcuni draghi, oltre al mago finale, che sparano fuoco e richiedono numerosi colpi o l'uso di particolari oggetti per essere sconfitti. La copertina originale del gioco è piuttosto fuorviante, dato che mostra invece un personaggio da poliziesco che prende a pugni un avversario umano.
Sotto la visuale sono indicate la forza vitale e la riserva d'aria (in percentuali su Commodore 64 e con barre colorate su Amstrad CPC), l'inventario a icone degli oggetti, e una minimappa molto semplice che mostra a grande scala quali zone del labirinto sono state visitate. Se si termina la forza vitale si perde la partita, mentre l'aria è necessaria per nuotare; in mancanza di essa, quando si è in acqua si perde gradualmente forza vitale. Entrambe sono ricaricabili raccogliendo appositi power-up.

## Space Talisman
Per Commodore 64 esiste un altro gioco molto simile, ma di ambientazione futuristica, noto come Space Talisman o Labyrinth, realizzato dallo stesso autore Shaun Southern; venne divulgato non commercialmente e rappresenta probabilmente una prima versione di quello che poi divenne Hero of the Golden Talisman.